# Двадесет и четири надгробна споменика са гробним местима истакнутих политичких, културних и јавних радника у Новом Саду
Двадесет и четири надгробна споменика са гробним местима истакнутих политичких, културних и јавних радника на Успенском гробљу у Новом Саду су регистрована и Законом заштићена 1968. године. У оквиру просторно културно-историјске целине „Гробља ван употребе", они су 1991. године категорисани као споменици културе:
- Надгробни споменик са крстом Милоша Димитријевића (1824—1896), политичара и председника Матице српске,
- Надгобни споменик Михајла-Полит Десанчића (1833—1920), адвоката,
- Надгобни споменик Косте Трифковића (1843—1875), књижевника,
- Надгробни споменик Јована Грчића (1855—1941), писца и професора,
- Стари споменик од ружичастог камена са крстом Јована Обреновића (1786—1850), генерала,
- Надгробни споменик са портретом у рељефу Јована Хаџића (1799—1869), политичара и једног од оснивача Матице српске,
- Надгробни споменик са крстом Јакова Игњатовића (1824—1889), књижевника,
- Надгробни споменик Светозара Милетића (1826—1901), правника, политичара, најистакнутије политичке личности код Срба у Војводини у другој половини 19. века и Јаше Томића (1856—1922), политичара, оснивача Српске радикалне странке у Војводини,
- Надгробна плоча на којој је медаљон са рељефним портретом Васе Стајића (1878—1947), професора,
- Надгробни споменик са медаљоном и рељефним портретом Аксентија Мародића (1838—1909), сликара,
- Надгробни споменик др Ђорђа Натошевића (1821—1887), лекара и педагога,
- Надгробни споменик Стевана Брановачког (1804—1880), адвоката и градоначелника Новог Сада,
- Надгробни споменик са крстом и портретом у рељефу Јосифа Руњанина (1831—1876), официра и композитора,
- Надгробни споменик др Милана Петровића (1879—1952), професора,
- Надгробни споменик Христине Тинке Лукић (1862—1911), глумице,
- Надгробни споменик Петра Биге (1811—1879), генерала,
- Надгробни споменик Радивоја Врховца (1863—1946), филолога,
- Надгробни споменик Косте Јорговића (1882—1918), сликара,
- Заједничка гробница са монументалним неоготичким спомеником у коју су 1921. године из порте срушене Јовановске цркве пренети посмртни остаци следећих знаменитих личности Новог Сада: Димитрије Сервиски, народни добротвор, Геврасије Петровић, архимандрит манастира Беочин, Павле Стаматовић, прота новосадски, Аца Костић, члан Народног одбора у Буни 1848/1849, Ђорђе Пасковић, професор Новосадске гимназије, Станислав Шумарски, мајор, Коста Богдановић, књижевни критичар, Илија Захаријевић, професор Београдске гимназије, члан главног Народног одбора у Буни 1848/1849, Димитрије Аврамовић, сликар и писац,
- Надгробни споменик са оградом Васе Пушибрка (1838—1917), професора,
- Надгробни споменик Филипа Недељковића (1788—1872), добротвора
- Надгробни споменик Александра Морфидиса (1810—1889), композитора,
- Надгробни споменик са крстом Јована Београдца (1812—1889), официра и писца,
- Надгробни споменик Димитрија Јовановића (1840—1908), сенатора.

- Надгробни споменик и гроб Јована Хаџића
- Надгробни споменик и гроб Др Милана Петровића
- Надгробни споменик Михаила Десанчића Полита
- Надгробни споменик и гроб Јакова Игњатовића
- Надгробни споменик Јосифа Руњанина
- Надгробни споменик и гроб Светозара Милетића
- Гроб Васе Стајића
- Надгробни споменик Јаше Томића
- Надгробни споменик и гроб Стевана Брановачког
- Надгробни споменик Филипа Недељковића
- Надгробни споменик Др Ђорђа Натошевића
- Надгробни споменик Аксентија Мародића